# SV Meppen (vrouwenvoetbal)
SV Meppen is een voetbalclub uit Meppen, Duitsland. Het eerste team van de vrouwenvoetbalafdeling, opgericht in 2011, speelt in de 2. Bundesliga. SV Meppen speelt in Hänsch-Arena.

## Erelijst
| Nationaal*    |    |         |
| 2. Bundesliga | 1x | 2021/22 |

## Lijst met trainers
| Coach           | van          | tot          |
| --------------- | ------------ | ------------ |
| Maria Reisinger | 1 juli 2011  | 30 juni 2013 |
| Tommy Stroot    | 1 juli 2013  | 30 juni 2016 |
| Roger Müller    | 1 juli 2016  | 30 juni 2019 |
| Theodoros Dedes | 1 juli 2019  | 30 juni 2022 |
| Carin Bakhuis   | 15 juli 2022 |              |

## Bekende (oud-)spelers
- Marieke de Boer
- Rieke Dieckmann
- Vivien Endemann
- Charetha Okken
- Elisa Senß
- Agnieszka Winczo
- Hilde Winters